# Хэ Вэйфан
Хэ Вэйфан (родился 17 июля 1960 года, кит. трад. 贺卫方, упр. Hè Wèifāng) являлся профессором в Пекинском университете Китая и активистом, стремящимся реформировать китайскую судебную систему. Но утверждал, что Коммунистическая партия Китая является незарегистрированной и, следовательно, незаконной организацией в Китае.
За то, что Хэ Вэйфан публично поддержал и подписал Хартию 08 Лю Сяобо, он был уволен с должности в Пекинском университете и сослан в отдаленный район Шихези в Синьцзяне.
Хэ отказался от своей должности в Пекинском университете, потому что питал отвращение к политике, проводимой в Пекине. В 2008 году он принял предложение работать в качестве декана юридической школы Чжэцзянского университета. Чиновники компартии Китая вынудили школу отменить это предложение, а затем предложили ему должность в Шихези. Ричард Макгрегор, автор книги «Партия: секретный мир коммунистических правителей Китая», сказал, что этот «преднамеренно унизительный перевод, сродни тому, что профессора юридического факультета Гарвардского университета, перевели в небольшой колледж в сельском Техасе», и что партия «пригвоздила Хэ с немного большей хитростью».
6 октября 2010 года профессор Хэ Вэйфан выступил с речью в Стокгольмском университете, посвященной реформе Закона о судебной организации Китая и свободе слова.